# Jean-Noël László
 (août 2024).
 (août 2024).
La mise en forme du texte ne suit pas les recommandations de Wikipédia : il faut le « wikifier ».
Les points d'amélioration suivants sont les cas les plus fréquents :
- Les titres sont pré-formatés par le logiciel. Ils ne sont ni en capitales, ni en gras.
- Le texte ne doit pas être écrit en capitales (les noms de famille non plus), ni en gras, ni en italique, ni en « petit »…
- Le gras n'est utilisé que pour surligner le titre de l'article dans l'introduction, une seule fois.
- L'italique est rarement utilisé : mots en langue étrangère, titres d'œuvres, noms de bateaux, etc.
- Les citations ne sont pas en italique mais en corps de texte normal. Elles sont entourées par des guillemets français : « et ».
- Les listes à puces sont à éviter, des paragraphes rédigés étant largement préférés. Les tableaux sont à réserver à la présentation de données structurées (résultats, etc.).
- Les appels de note de bas de page (petits chiffres en exposant, introduits par l'outil «  Source ») sont à placer entre la fin de phrase et le point final[comme ça].
- Les liens internes (vers d'autres articles de Wikipédia) sont à choisir avec parcimonie. Créez des liens vers des articles approfondissant le sujet. Les termes génériques sans rapport avec le sujet sont à éviter, ainsi que les répétitions de liens vers un même terme.
- Les liens externes sont à placer uniquement dans une section « Liens externes », à la fin de l'article. Ces liens sont à choisir avec parcimonie suivant les règles définies. Si un lien sert de source à l'article, son insertion dans le texte est à faire par les notes de bas de page.
- La présentation des références doit suivre les conventions bibliographiques. Il est recommandé d'utiliser les modèles {{Ouvrage}}, {{Chapitre}}, {{Article}}, {{Lien web}} et/ou {{Bibliographie}}. Le mode d'édition visuel peut mettre en forme automatiquement les références.
- Insérer une infobox (cadre d'informations à droite) n'est pas obligatoire pour parachever la mise en page.

Pour une aide détaillée, merci de consulter Aide:Wikification.
Si vous pensez que ces points ont été résolus, vous pouvez retirer ce bandeau et améliorer la mise en forme d'un autre article.
Pour les articles homonymes, voir László.
Jean-Noël László, né en 1957 à Rio de Janeiro, est un artiste contemporain français.

## Biographie
Engagé depuis plusieurs années dans une recherche plastique dont le substrat est la lettre, qu’elle soit missive ou signe typographique, il utilise différents outils et supports pour en explorer au plus près les multiples facettes. Le double-sens, l’équivoque, les jeux de mots avec la langue française, tout comme les références historiques fournissent le terreau de ses différentes œuvres.
Graphiste de formation, il se spécialise à partir des années 1980 dans les communications marginales d’artistes et plus particulièrement dans le Mail Art. Parmi les nombreux projets initiés par Jean-Noël László, on retiendra "Hommage à Joseph Beuys" en 1988, qui a figuré dans l'exposition "Joseph Beuys : Difesa della Natura - The Living Sculpture. Kassel 1977 / Venezia 2007 - Omaggio a Harald Szeemann", manifestation conçue en 2007 par Lucrezia De Domizio Durini pour la 52e Biennale de Venise. Actif dans les réseaux de Mail Art entre 1986 et 2007, il a organisé plusieurs expositions, notamment "Timbres d'artistes" en 1993 au Musée de la Poste, Paris. Ce musée partage avec le Cabinet des Estampes et de la photographie de la Bibliothèque Nationale de France et avec les Archives de la Critique d’Art (Rennes) la quasi-totalité de ses archives,,.
Auteur d articles publiés dans des revues telles que Traits, Arts et Métiers du Livre, Communication et Langages, Les Nouvelles de l’Estampe, etc., il a dirigé l’ouvrage collectif Timbres d’Artistes publié aux éditions du Musée de la Poste (1993) et écrit le document pédagogique  Mail Art édité par le C.R.D.P. d’Aix-Marseille (1995).
Depuis 2001, il crée des livres d’artiste avec des poètes contemporains comme Marie-Claire Bancquart, Daniel Biga, Jean-François Bory, Henri Chopin, Alain Jouffroy, Ces ouvrages appartiennent à de nombreuses collections publiques tant en France (Bibliothèque Nationale de France, Bibliothèque Forney, BMVR de Nice et de Marseille, etc.) qu’à l’étranger (Archives Sackner).
Oulipophile passionné, il s’est rapproché des auteurs Oulipiens tels que Jacques Jouet et Olivier Salon, dés 2012 et a réalisé avec eux des livres d’artistes, ouvrages acquis entre autres par la Bibliothèque de l'Arsenal (Paris) où est conservé le fonds Oulipien de la BNF.
En 2023-2024, le Musée des Hautes-Alpes à Gap a proposé sur ses cimaises son projet "À mes pairs…", lequel fait écho aux mots de Marguerite Yourcenar : « On choisit son père plus souvent qu'on ne pense. ».
« Jean-Noël László, oulipophile et membre du Collège de ’Pataphysique, écrit Milie von Bariter, réussit à associer les divers points de vue sur le clinamen en y adjoignant ses visions graphiques personnelles. Bien loin de la redondance, il souligne l’hétéroclisme du classement alphabétique, reliant des objets qui, bien que rigoureusement classés par leur initiales, se juxtaposent en des rapprochements d’allure accidentelle, comme des aphorismes visuels, une sorte de parataxe graphique. Ainsi, cette brillante anthologie d’échantillons trouve son unité dans la multiplicité. »

## Œuvre

### Mail Art (1986-2007)
- 1986 Le bagne c¹est les autres
- 1986 Crayons du monde entier unissez-vous!
- 1987 A quarter of century
- 1988 Hommage à Beuys
- 1993 Faire ça ou peigner la girafe
- 1996 Correspondances
- 1997 Mise en quarantaine
- 2001 Cent / sans aller et retour ou comment s’affranchir avec les gens de lettres / l’être
- 2007 Cent / sans artiste(s), cent / sans adresse(s): l’art c’est l’adresse (dernier projet postal)

### À mes pairs… (2003-2023)
Comme d'habitude László joue ici avec les mots : « Faut-il y voir la modestie de celui qui dédie ses œuvres à ses maîtres, ses pères, ou l’assurance de celui qui se considère comme leur égal, un pair ? Ou encore un appel au double, à l’altérité, et ainsi faire la paire ? » se demande Anne Cauquelin pour conclure « Tout cela à la fois sans doute, comme le suggère la confluence des niveaux de signification de chacune des cinquante œuvres exposées ».
Le projet À mes pairs… se décline en deux séries "L'être et la lettre" et  "Savoir faire et faire savoir". « Avec László, faire c’est faire avec, sur, et dans la matière, et toujours avec des facteurs, ceux qui véritablement « font » et savent faire. »  écrit encore Cauquelin: « Marbreuse, musicien, peintre, enlumineur, photographe, encadreur, qu’ils soient artistes, artisans, professionnels ou amateurs, tous « savent faire » Dans la pièce titrée Savons-nous, László résume drastiquement l’affaire : le « nous » est collectif et s’exprime au pluriel. Et pour aller dans le sens de la pièce dédiée à Léonard de Vinci, le « nous » de Savons-nous est aussi cosa mentale : noûs (ou noos) en grec ancien désigne l’intellect. C’est le noûs qui anime la connaissance, le savoir et le savoir-faire. » 

### Livres d'artiste (2003--)
Océane Delleaux décrit ainsi la démarche de László : "In fine, le livre d’artiste donne à voir chez László un travail qui s’inscrit dans une démarche processuelle et tautologique. En effet, chaque élément, voire chaque participant, qui s’y inscrit devient une composante à part entière de l’œuvre et participe à son élaboration-même. En outre, on assiste à l’effacement graduel de l’écriture et de ce qu’elle suggère au profit d’une représentation graphique qui contribue à privilégier la valeur artistique du livre au détriment de sa valeur livresque, alors même que les premiers indices formels de la prestation esthétique sous forme de livre proposée relèvent du registre textuel, dans la lignée du Mail Art. C’est ainsi que la démarche artistique de László engendre une dématérialisation de la communication textuelle en vue de privilégier une autre forme de communication plus visuelle, et ce par le biais de la diffusion d’éditions."
- 2003 : Tout long éditions sérigraphie, 10 × 50 cm, 10 exemplaires, collectif de 26 artistes:

Jean-Paul Albinet, Julien Blaine, Henning Christiansen, Jean Dupuy, Erró, Esther Ferrer, Jochen Gerz, Bernard Heidsieck, Paolo Icaro, Alain Jouffroy, Piotr Klemensievicz, Jean-Noël László, Eugénio Miccini, Nils-Udo, Aloys Olhmann, Marc Pessin, Françoise Quardon, Joan Rabascall, Alain Satié, Pierre Tilman, Sylvie.Ungauer, Jacques Villéglé, Eric Watier, Christian Xatrec, Bruno Yvonnet, Horacio Zaballa
- 2003 : Les voyelles de Rimbaud, livre d’artiste, 18 × 22,3 cm, 10 exemplaires, avec Jean-François Bory
- 2004 : De point en point, livre d’artiste, 30 × 10 × 5 cm (fermé), 10 exemplaires, 2004 avec Alain Jouffroy
- 2007 : Les ? sont des crochets, livre d’artiste, 33 × 8 × 1,5 cm (fermé), 20 exemplairesavec Pierre Tilman
- 2008 : Le silence lance l’air, livre d’artiste, 32 × 24 cm (fermé), 12 exemplaires 2008 avec Henri Chopin
- 2008 : Les consonnes de Bory, livre d’artiste, 18 × 22,3 cm (fermé), 18 exemplairesavec Jean-François Bory
- 2009 : Le Y de László, livre d’artiste, 18 × 22,3 cm cm (fermé), 18 exemplairesavec Jean-François Bory
- 2010 : Le goût du neuf, livre d’artiste, ø : 20 cm (fermé), 20 exemplairesavec Daniel Biga
- 2010 : Mo(r)t, livre d’artiste, bobine en bois tournée:  ø 8,5 cm X  h : 10,5 cm, 20 exemplaires avec Marie-Claire Bancquart
- 2012 : JJJJJJ, livre d’artiste, A4, 24 exemplaires avec Olivier Salon
- 2018 : Une semaine de silence, livre d'artiste, pochette en croix format à plat 64,5 × 49,8 cm, contenant sept chemises en papier gaufrées par Sacha Stoliarova ; dans chacune est insérée un calque 200 g sérigraphié par Michel Hosszù, 21,5 × 30 cm, 17 exemplaires, collectif de 7 auteurs :

Marie-Claire Bancquart, Jean-Paul Daoust, Antoine Emaz, Alain Freixe, Joël-Claude Meffre, Lionel Ray, Richard Rognet
- 2019 : 60N, livre d'artiste, 15 cm x 15 cm, boîte à rabat aimanté par Caroline Graffan, contenant 60 folios en calque, 60 photographies,60 exemplaires, avec Olivier Salon (texte), Sophie Guin (photographie)
- 2019 : Pas le nombre d’un doute, livre d'artiste, leporello 22 feuillets avec 21 plis, (livre fermé : 15 × 22 cm, livre ouvert : 33 × 22 cm), 20 exemplaires, avec Jacques Jouet
- 2020 : L’être en vain, livre d'artiste, (avec Jacques Jouet)
- 2023 : Mes mots des autres, livre d'artiste, coédité par Jean-Noël László et l’atelier du Livre d’art et de l’Estampe de l’Imprimerie nationale, réalisé à l’atelier du Livre d’art et de l’Estampe de l’Imprimerie nationale et à l’atelier L’Ardente. préfacé par Milie von Bariter, Vice-Rogateur du Collège de 'Pataphysique, 28 in-folio au format 21 × 29,7 cm, collectif de 26 auteurs) : Noël Arnaud, Eduardo Berti, François Caradec, Marcel Duchamp, Luc Étienne, Frédéric Forte, Michelle Grangaud, Claes Hylinger, Eugène Ionesco, Jacques Jouet, Eduardo Kac, Hervé Le Tellier, Man Ray, Dominique Noguez, Opach, Georges Perec, Raymond Queneau, Jacques Roubaud, Olivier Salon, Roland Topor, Boris Vian, Barbara Wright, Xénophon, Sylvain d’Y, Pierre Ziegelmeyer.

### Expositions personnelles
- 2003 Correspondances, Musée d’Art de Toulon
- 2008 Correspondances, Musée départemental Stéphane Mallarmé, Vulaines-sur-Seine
- 2009 Correspondances, sur les pas de Rimbaud, Musée Rimbaud, Charleville-Mézières
- 2023-2024 À mes pairs…, Musée départemental des Hautes-Alpes, Gap

## Thématiques

### Numération et énumération
La numération est omniprésent dans son travail; elle marque le flux du temps. Il utilise souvent des marqueurs temporels tels que l'âge qu'il a au moment de faire un travail.
À partir de "Mise en quarantaine" pour ses quarante ans, il réalise une série tous les dix ans: "László remis à neuf" pour ses cinquante ans, pour ses soixante ans "60N" et en préparation pour les soixante-dix ans "Ce sont toujours les autres qui meurent" emprunté à Marcel Duchamp.

### Esthétique et éthique
Soucieux de partager son art avec le plus grand nombre, Jean-Noël László se déploie dans différents espaces. C'est pour la même raison que son projet postal Correspondances s'exposera tour à tour dans un hall de gare, un centre culturel, un magazine, une grange, une salle de classe d'un collège, des abribus... Par ailleurs, Il privilégie la diffusion de ses oeuvres,, dans les artothèques,, et les médiathèques pour toucher un plus large public.
A ce propos Roberto Barbanti affirme " László est un explorateur d’espaces. Une notion, celle d’espace, qui doit être conçue comme une constellation, autrement dit comme une étendue sidérale parsemée d’étoiles qui dessinent les contours d’une figure de l’imaginaire et par là même les contours de l’imaginaire en tant que tel. Espaces communicationnels, relationnels, intimes, physiques, publics, institutionnels, poétiques, graphiques, picturaux, langagiers, conceptuels. Ses œuvres témoignent de ce parcours, entrepris depuis toujours, à travers ces multiples dimensions : Toulon Liberté, Correspondances, Tout Long Édition… "
Quand la Direction départementale de La Poste du Var, dans le cadre de la réhabilitation du bureau de poste Toulon - Liberté, lui passa commande, Jean-Noël László réalisa une oeuvre in situ sur le sol qui décline le mot liberté dans autant de langues qu'il y avait de préposés dans les bureaux. Cette oeuvre a reçu un large écho dans la presse (Telerama, Politis, Art the Magazine).

### Ouvrages personnels
- László, Jean-Noël / Gilbert Lascault / Hubert Lucot, Cent/sans aller et retour, ou comment s’affranchir avec des gens de lettres/l’être, Toulon, Editions Association Art-Terre 2002, CD-Rom[26]
- László, Jean-Noël et Christine Fabre Bourgeois, Lettres Capitales, Marseille, Editions Sagittarius 22, 2013, Catalogue d’exposition.  (ISBN 978-2-7466-6429-6)
- László, Jean-Noël, A mes pairs … Arles, Arnaud Bizalion Editions, Octobre 2023, avec des contributions de Dominique Baqué, Anne Cauquelin, Liliane Giraudon, Gilbert Lascault, Gérard-Georges Lemaire, Hélène Sirven.  (ISBN 978-2-36980-105-4)

### Ouvrages scientifiques
- László, Jean-Noël, Timbres d’Artistes, Editions du Musée de la Poste - Paris Sep.1993, préfacé par Pierre Restany[27]
- László, Jean-Noël, Mail Art  Editions du C.R.D.P d’Aix-Marseille Juin 1995

### Articles de revues
- László, Jean-Noël, " Art Postal ou Mail Art ? Une démarche parallèle " - in revue Traits no 33 -p. 13 à 15 - Ed. Jean Naudet - Paris - Juin 1992
- László, Jean-Noël, “Le timbre d’art, d’artiste, pour artiste!... ”- in revue Traits no 34 p. 11 à 15 - Ed. Jean Naudet - Paris - Sep./Oct 1992
- László, Jean-Noël, “ Faites exprès pour la Poste: la carte ”- in revue Traits no 36 p. 13 à 15 - Ed. Jean Naudet - Paris - Avril/Mai 1993
- László, Jean-Noël, “ Timbres d’Artistes “ - in revue Art et Métiers du Livre - Paris - Mai/Juin 1994
- László, Jean-Noël, “ Les artistes prennent le chemin de la poste” in revue Communication et Langages no 102, Paris, Ed.Retz, Décembre 1994
- László, Jean-Noël, “Une impression qui ne manque pas de cachet” - in revue Art et Métiers du Livre, Paris - Juillet/Aout 1995
- László, Jean-Noël, “Ray dit Mail” - in revue Nouvelles de l’Estampe - no 144 - Paris - Décembre 1995
- László, Jean-Noël, “Plus on m’oblitère et plus on m’affranchit” - in journal Le Brouillon no 45 - Paris - Septembre 2000
- László, Jean-Noël, "Stamp Art : entre correspondance et estampe" - in revue Nouvelles de l'Estampe no 239, Paris - Été 2012
- László, Jean-Noël, "Le timbre, c’est le message", in revue Nouvelles de l'Estampe dossier "Estampe et correspondance", no 239, 2012, p. 92 à 97. https://doi.org/10.4000/estampe.1039[28]

### Autres contributions théoriques (livres)
- László, Jean-Noël, “Abattoirs 89 : 1re Biennale d'Art de Groupes” - in catalogue - Marseille - 1989
- László, Jean-Noël, “ Recherche de Julia Margaret Cameron " - Fred Forest - p. 35 à 37 - Ed. Z’Editions - Nice - 1990  (ISBN 978-2877200615)
- László, Jean-Noël, “Stempel als Kunstmedium in Stempel“ - Hugo Hempel Jr - p. 70 à 71 Ed. Gruene Zweig - Lörbach - 1991  (ISBN 978-3-925817-41-0)
- László, Jean-Noël, “ Happy Birthday, Mr Ray Johnson " - in catalogue de l'exposition: Drôles d'Envois, Centre Culturel - Compiègne - 1992 - p. 22 à p. 27
- László, Jean-Noël, “Creativita’ Alternativa e Valori Umani”, Ed. Regione Toscana - 1995, p. 182 à 186.
- László, Jean-Noël, “Osteuropa Mail Art im Internationalen Netzwerk”- Staatlisches Museum - Schwerin - 1996, p. 215 à 220 -
- László, Jean-Noël, “R5 CC9 R5 C9 R5 C9...” in catalogue de l'exposition de Stéphan Barron: Art Planétaire, Ecole Régionale Supérieure d’Expression Plastique de Tourcoing - 1999
- László, Jean-Noël, Préface du catalogue “Mail Art et timbres d’artistes” - p 5 à 7
- László, Jean-Noël, Dôme Médiathèque - Albertville - 2000
- László, Jean-Noël, "Empirisme et intermédialité", L'art à l'épreuve de l'intermédialité. Pratiques artistiques et enjeux esthétiques Sous la direction de Nizar Mouakhar. Collection : Ouverture Philosophique - Arts vivants, 2021, 218 pages  (ISBN 978-2-343-24780-9)[29]

## Regards sur l'œuvre
"Jean-Noël László est un artiste rare par la place qu’il occupe sur la scène de l’art." écrit Gilles Altieri, directeur artistique de l'Hôtel des Arts à Toulon. "Ses œuvres obéissent à des contraintes strictes et pourraient facilement le faire qualifier d’artiste conceptuel si ne s’y manifestaient en permanence un humour joyeux et le goût impénitent pour les jeux d’esprit." 
Les manifestations du mail art ont été l'objet de nombreux articles dans la presse locale (Var Matin, etc.), nationale (L'Express, Politis, LibérationTélérama etc.) et international (Morgenbladet - Oslo) ainsi que dans les revues spécialisées (Le Journal des Arts, revue Dada).
- M.C. Miessner, M.H. Gatto, L. Fauchereau : “ L’estampe contemporaine à la Bibliothèque Nationale de France: une année d’enrichissements.” in revue Nouvelles de l’Estampe no 182 - Mai/Juillet 2002
- Sylvia Girel : “Sur les réalités multiples” et le mail art” in magazine Plumes no 34 Aout/Octobre 2002 - Paris
- François Amprimoz : “Correspondances” - art plastique et poésie à Toulon” in www. Florilettres no 18/ Fondation La Poste
- Florence Pijaudier : “L'art et la Poste : une étroite complicité” in périodique Véhicules postaux d’hier et d’aujourd’hui - no 12 - Septembre 2005
- Véronique Gorczynski, "Le mail art dans les collections du Département des Estampes et de la Photographie. Revues et magazines d’assemblage : le réseau en activité", Nouvelles de l'estampe no 235, 2011, p. 43 à 47. https://journals.openedition.org/estampe/1174 https://doi.org/10.4000/estampe.1174[38]
- Laure Bolmont, Reportage, FR3 19/20, 26 juillet 2013.
- Béatrice Pardossi-Sarno, "Jean-Noël Làszlò et les lettres 'timbrées'", Les marges de la littérature, podcast[39]
- Béatrice Pardossi-Sarno, "Portrait #7 Jean-Noël Làszlò - Visite d'atelier", Les marges de la littérature[40].
- Antoine Emaz, Le silence Extrait du livre de Jean-Noël Làszlò : Une semaine de silence. Création de Marie Michaux sur un texte d'Antoine Emaz lu par Béatrice Pardossi-Sarno, podcast[41].
- Médiathèque de Monaco, Rencart 2, 27 septembre 2023[42].
- Artavio Cazarz Rodriguez, Musée Museum départemental Hautes Alpes, Podcast en 4 séquences. "Première séquence, présentation de l’exposition À mes pairs… et de l'artiste Jean-Noël László"[43], 20 octobre 2023, "Seconde séquence autour des deux séries"[44], "Troisième séquence parcours et évolution artistique"[45], "Quatrième séance : sens et démarche artistique[46]".